# Carlos Beltrán
Carlos Iván Beltrán (ur. 24 kwietnia 1977) – portorykański baseballista, który występował na pozycji zapolowego.

## Przebieg kariery
Beltrán został wybrany w drugiej rundzie draftu 1995 roku przez Kansas City Royals i początkowo występował w klubach farmerskich tego zespołu, między innymi w Wichita Wranglers. W Major League Baseball zadebiutował 14 września 1998 w meczu przeciwko Oakland Athletics, w którym zaliczył pierwsze w karierze uderzenie i zdobył dwa runy.
W pierwszym pełnym sezonie 1999 został wybrany najlepszym debiutantem w American League. W czerwcu 2004 w ramach wymiany przeszedł do Houston Astros. W tym samym sezonie zdobywając 38 home runów i 42 skradzione bazy został członkiem Klubu 30–30.
W styczniu 2005 będąc wolnym agentem podpisał siedmioletni kontrakt z New York Mets wart 119 milionów dolarów. W ciągu siedmiu sezonów grania w Mets, ustanowił kilka klubowych rekordów, między innymi w jednym sezonie zdobył najwięcej runów (127), home runów (41) i grand slamów (3). W lipcu 2011 przeszedł do San Francisco Giants.
W grudniu 2011 podpisał dwuletni kontrakt z St. Louis Cardinals. W grudniu 2013 został zawodnikiem New York Yankees wiążąc się trzyletnią umową wartą 45 milionów dolarów. 1 sierpnia 2016 w ramach wymiany przeszedł do Texas Rangers. 5 grudnia 2016 podpisał roczny kontrakt z Houston Astros. W listopadzie 2017 postanowił zakończyć zawodniczą karierę.
1 listopada 2019 został menadżerem New York Mets.

## Nagrody i wyróżnienia
| Nagroda/wyróżnienie         | Lata                                                 | Źródło        |
| 9× All-Star                 | 2004, 2005, 2006, 2007, 2009, 2011, 2012, 2013, 2016 | [ 1 ]         |
| 3× Gold Glove Award         | 2008, 2009, 2010                                     | [ 1 ]         |
| 2× Silver Slugger Award     | 2006, 2007                                           | [ 1 ]         |
| Zwycięzca w World Series    | 2017                                                 | [ 1 ]         |
| AL Rookie of the Year Award | 1999                                                 | [ 1 ]         |
| 30–30 club                  | 2004                                                 | [ 4 ]         |
| Roberto Clemente Award      | 2013                                                 | [ 13 ]        |
| 2× Fielding Bible Award     | 2006, 2008                                           | [ 14 ] [ 15 ] |